# Claude-Lazare Petitjean
Pour les articles homonymes, voir Petitjean.
Claude-Lazare Petitjean (né le 22 mars 1748 à Bourbon-l'Archambault (Allier) -  mort le 8 mars 1794 dans la même ville) est un homme politique français, qui fut député à la Convention nationale.

## Biographie
Il est le fils de Pierre-Lazare Petitjean, notaire et procureur en la chatellenie de Bourbon. Lui-même notaire à Bourbon avant la Révolution, il devient membre du directoire de l'Allier en 1791. Le 5 septembre 1792, il est élu à la  Convention.
Il siège à la Montagne et, lors du procès du roi, vote « pour la mort dans les vingt-quatre heures ». On lui doit par ailleurs un décret sur les certificats de résidence. Il est également envoyé en mission dans l'Allier et dans la Creuse en mars 1793.
Claude-Lazare Petitjean meurt le 8 mars 1794, victime d'un cancer, « dans d'atroces souffrances. »